# جان میر
جان کلایتون مِیِر (/ˈmeɪ.ər/؛John Mayer؛ زاده ۱۶ اکتبر ۱۹۷۷) خواننده ، ترانه سرا ، گیتاریست و تهیه کننده موسیقی آمریکایی است. میر که در بریج پورت کنتیکت متولد شد ، در کالج موسیقی برکلی بوستون شرکت کرد ، اما جدا شد و در سال ۱۹۹۷ با کلای کوک به آتلانتا نقل مکان کرد.آنها با هم یک گروه کوتاه مدت به نام Lo-Fi Masters تشکیل دادند.پس از جدا شدن آنها میر هم چنان به نواختن در کلاب های محلی ادامه داد و مهارت هایش را اصلاح کرد و دنبال کنندگانی را به دست آورد. پس از حضورش در فستیوال جنوب غربی سال ۲۰۰۱ او با اویر رکوردز و پس از آن با کلمبیا رکوردز قرارداد بست و در آن زمان اولین ای پی ( Inside Wants Out )خود را منتشر کرده بود.دو آلبوم قدی _(Room for Squares (۲۰۰۱و (Heavier Things(۲۰۰۳_به خوبی از نظر تجاری ، به وضعیت چند پلاتینی دست یافت.در سال ۲۰۰۳ ، او برای تک آهنگ "Your Body Is a Wonderland"(بدن تو یک سرزمین عجایبه) جایزه گرمی را برای بهترین اجرای آهنگ پاپ مرد بدست آورد.
تا سال ۲۰۰۵ ، میر از موسیقی آکوستیک که رکورد های اولیه او را مشخص کرده بود ، فاصله گرفته بود و اجرای موسیقی بلوز و راک را که در ابتدا بر او به عنوان یک نوازنده تأثیر گذاشته بود ، شروع کرد.او با هنرمندان بلوز همچون بی.بی. کینگ، بادی گای و اریک کلاپتون همکاری داشت.او با تشکیل John Mayer Trio ، آلبوم زنده ای را در سال ۲۰۰۵ با نام Try! و سومین آلبوم استودیویی خود Continuum (زنجیره) در سال ۲۰۰۶ منتشر کرد.هر دو آلبوم تحسین منتقدان را دریافت کرد ، و زنجیره جایزه گرمی ۲۰۰۷ را برای بهترین آلبوم موسیقی آواز پاپ کسب کرد.او همچنین به دلیل "Waiting on the World to Change"(انتظار برای تغییر جهان) بهترین اجرای آهنگ پاپ مرد را کسب کرد.این آلبوم در سال ۲۰۰۹ باbattle studies ،با بازگشت به پاپ ، با تور جهانیBattle Studies دنبال شد.
پس از چندین حادثه بحث برانگیز با رسانه ها ، میردر سال ۲۰۱۰ از زندگی عمومی عقب نشینی کرد و کار خود را بر روی پنجمین آلبوم استودیوییش ، ''Born and Raised''(متولد و بززرگ شده) شروع کرد که الهام بخش موسیقی پاپ دهه ۱۹۷۰ لورل کانیون بود.با این حال ، کشف یک گرانولوم بر روی تارهای صوتی وی ، انتشار این آلبوم را تا ماه مه ۲۰۱۲ به تعویق انداخت و او را وادار به لغو تور برنامه ریزی شده کرد.این آلبوم با استقبال کاملاً مطلوبی روبرو شد ، هرچند که از نظر تجاری کمتراز البوم قبلی موفقیت تجاری داشت.میرمجدداً در ژانویه ۲۰۱۳ به عنوان خواننده شروع به کار کرد و در آن سال ششمین آلبوم استودیویی خود به نام ''Paradise Valley'' (دره بهشت) را منتشر کرد که دارای تاثیراتی از موسیقی کشور است.
تا سال ۲۰۱۴ ، او در کل بیش از ۲۰ میلیون آلبوم در سراسر جهان فروخته بود.
آلبوم هفتم او “The Search For Everything” در سال ۲۰۱۷ منتشر شد.
میر آخرین آلبوم خود “Sob Rock” را با الهام از موسیقی سافت راک دهه ۸۰ میلادی در جولای ۲۰۲۱ منتشر کرد.
 پس از علاقه به گریت فول دد و ارتباط با باب وایر ، میربا سه نوازنده سابق گریت فول دد،دد و کمپانی را تشکیل داد. اجراهای این گروه با استقبال خوبی روبرو شده است و تورهای آن در سال های ۲۰۱۵ ، ۲۰۱۶٬۲۰۱۷ و ۲۰۱۸ برگزار شده است.
فعالیت های حرفه ای دیگر میربه مجری تلویزیون ، کمدی و نویسندگی گسترش می یابد.او ستون هایی را برای مجله هایی مانند Esquire تألیف کرده است.او از جنبش های مختلفی حمایت میکند و برای خیریه ها اجرا میکند.او یک طرفدار ساعت است (با مجموعه ای که ارزشش در "ده ها میلیون" دلار) است .

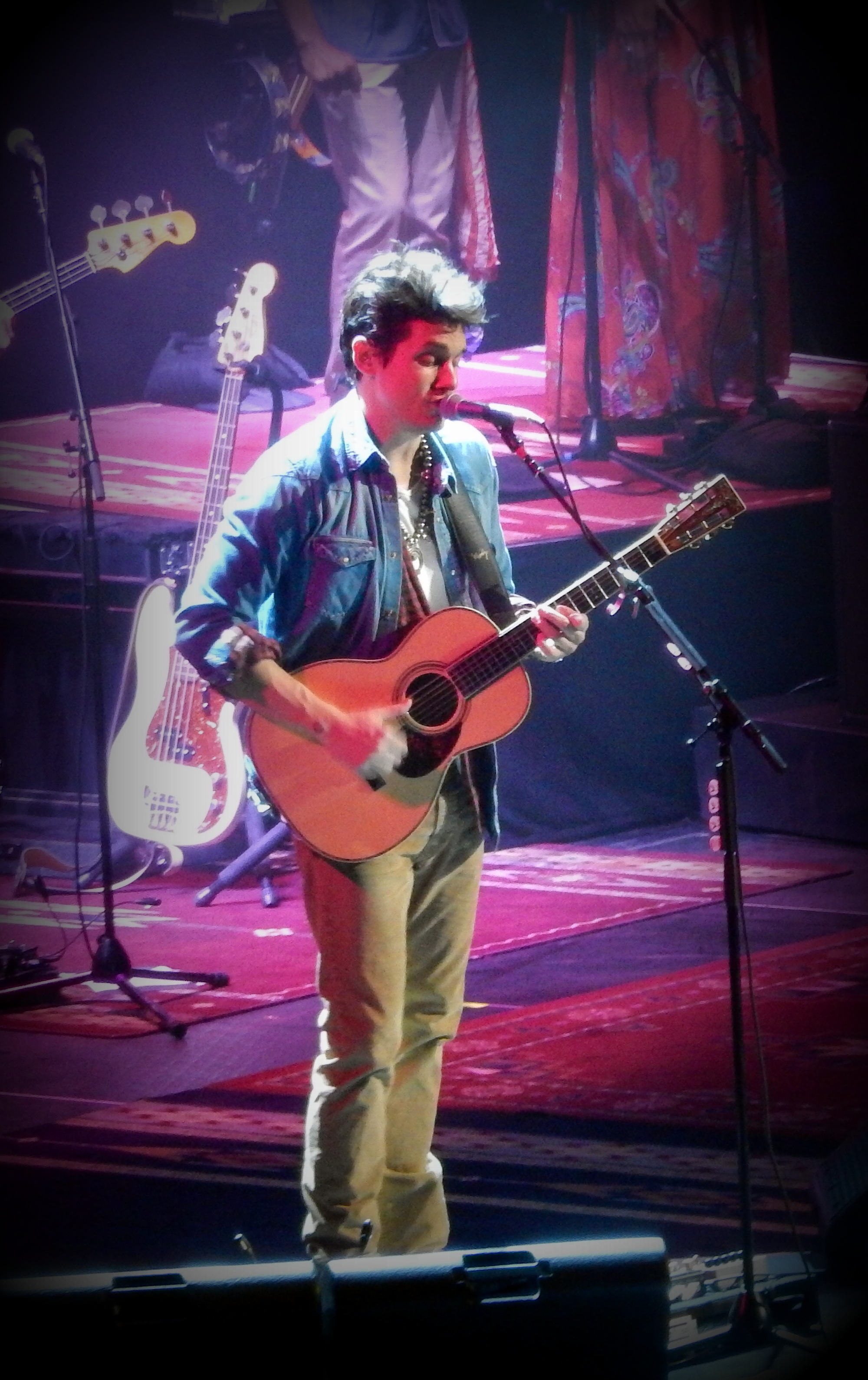
جان میر در حال اجرای زنده در سال ۲۰۱۳

## اوایل زندگی
میردر ۱۶ اکتبر ۱۹۷۷ در بریج پورت کنتیکت،از ریچارد (مدیر دبیرستان) و مارگارت میر(معلم انگلیسی دبیرستانی انگلیسی) متولد شد. او در نزدیکی فیرفیلد ، فرزند خردسال بین برادر بزرگتر کارل و برادر کوچکتر بن بزرگ شد. پدر وی یهودی است و میرگفته است که او نیز یهودی است. به عنوان یک دانش آموز دوره متوسطه ، میربا جیمز بلیک ، ستاره آینده تنیس ، دوست نزدیک شد و آنها اغلب بعد از مدرسه نینتندو را با هم بازی می کردند. وی برای سال تحصیلی خود در مرکز مطالعات جهانی در دبیرستان Brien McMahon دبیرستان در نورواک شرکت کرد (که در آن زمان به عنوان مرکز مطالعات ژاپنی در خارج از کشور شناخته می شد ، یک برنامه آهن ربا برای یادگیری ژاپنی).
پس از تماشای عملکرد گیتار مایکل جی فاکس به عنوان متی مک افلی در بازگشت به آینده ، میرمجذوب این ساز شد.وقتی ۱۳ ساله شد ، پدرش یکی برای آموزش به او گرفت.یک همسایه به میریک کاست Stevie Ray Vaughan داد که عشق میربه موسیقی بلوز را پرورش داد. او پس از دو سال تمرین ، در حالی که هنوز در دبیرستان بود ، شروع به نواختن در کافه ها و سایر سالن ها کرد.
وقتی میرهفده ساله شد ، دچار دیسیتمی قلبی شد و برای تعطیلات آخر هفته در بیمارستان بستری شد.میربا تأکید بر این حادثه گفت: "این لحظه ای بود که ترانه سرا در من متولد شد" و اولین اشعار خود را در شبی که از بیمارستان خارج شد ، نوشت. اندکی پس از آن ، او دچار حملات هراس شد و گفت که از ترس از ورود به یک نهاد روانی می ترسد. وی به مدیریت این بیماری با داروهای ضد اضطراب ادامه می دهد.

## زندگی شخصی
وی در سومین قسمت از Current Mood فاش کرد که دو سال مشروب مصرف نکرده است .او میگوید، پس ازسی امین جشن تولد دریک ، ۶روز در خماری بوده است.

### روابط
میرهرگز ازدواج نکرده است ، اما روابط عاشقانهای با جنیفر لاو هیوت،جسیکا سیمپسون، مینکا کلی،جنیفر انیستون ، تیلور سوئیفت و کیتی پری داشته است.

## آلبوم ها
- (Room for Squares (۲۰۰۱(اتاقی برای مربع ها)
- (Heavier Things (۲۰۰۳(چیزهای سنگین)
- (Continuum (۲۰۰۶(زنجیره)
- (Battle Studies (۲۰۰۹(مطالعات نبرد)
- (Born and Raised (۲۰۱۲(متولد و بزرگ شده)
- (Paradise Valley (۲۰۱۳(دره بهشت)
- (The Search for Everything (۲۰۱۷(جستجوی همه چیز)
- (۲۰۲۱) Sob Rock (ساب راک)